# Aerus
Aerus es una aerolínea mexicana con base en Monterrey, en el estado de Nuevo León en México, la cual fue fundada en 2022. Inició operaciones el 27 de abril de 2023 en el noreste de México.

## Historia
Aerus fue fundada en mayo de 2022 por Grupo Herrera, luego de la aprobación del gobierno local.  Originalmente fue fundada en 1990 en San Luis Potosí como Aerotransportes Rafilher, para servicios de taxi aéreo.
Se planea lanzar la aerolínea en el primer trimestre de 2023, buscando operar vuelos a destinos sin servicio aéreo actual.
En enero de 2023, la aerolínea encargó 30 aviones Eviation Alice totalmente eléctricos.
En febrero de 2023, los informes indicaron que Aerus planea expandir sus operaciones, con el objetivo de tener 14 aviones y 500 empleados para 2025. La aerolínea planea una inversión de $98 millones de dólares como parte del esfuerzo de expansión. La aerolínea también planea contratar a ex empleados de Aeromar, una aerolínea que cerró operaciones a principios de mes.

## Destinos

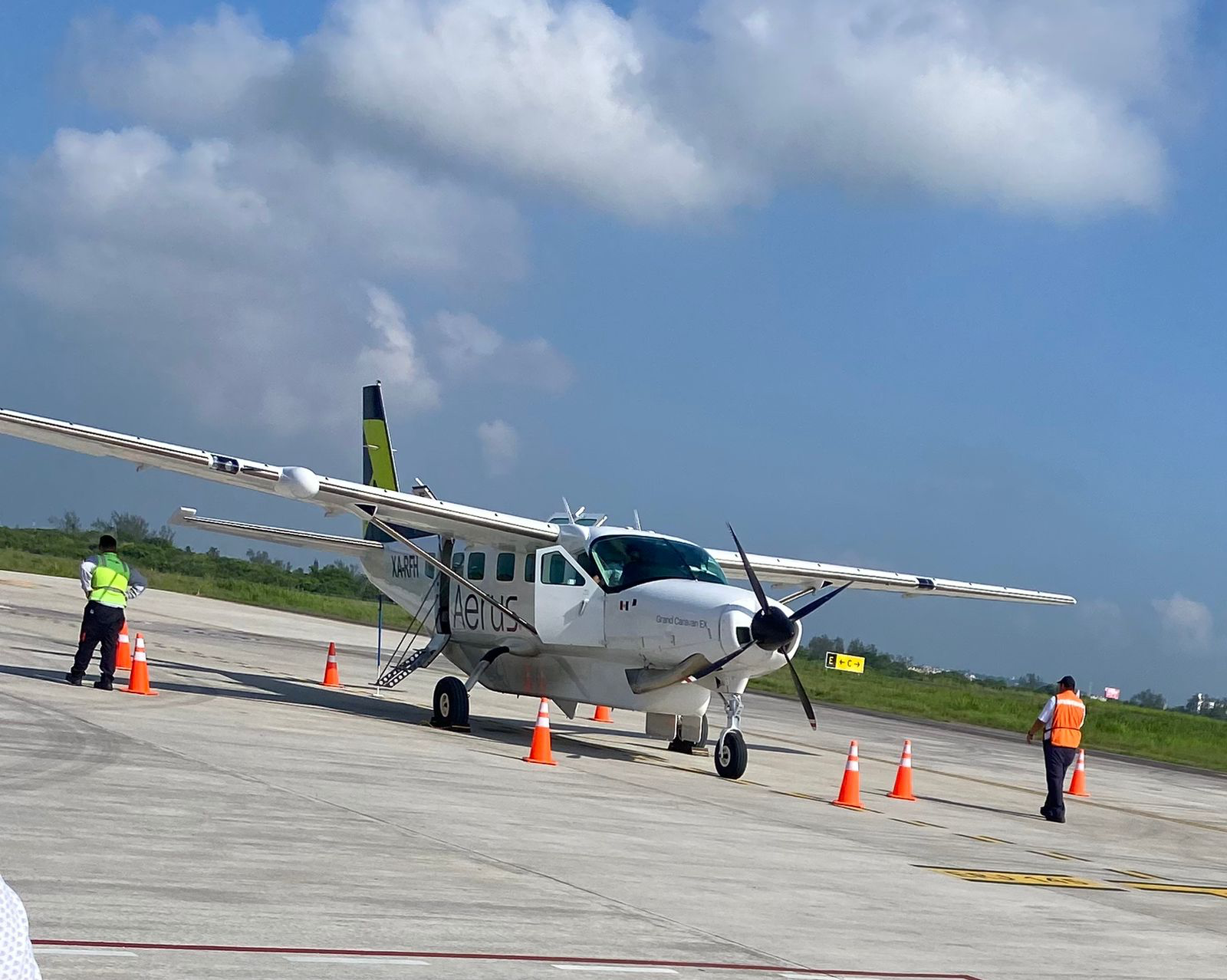
Cessna Grand Caravan EX de Aerus.

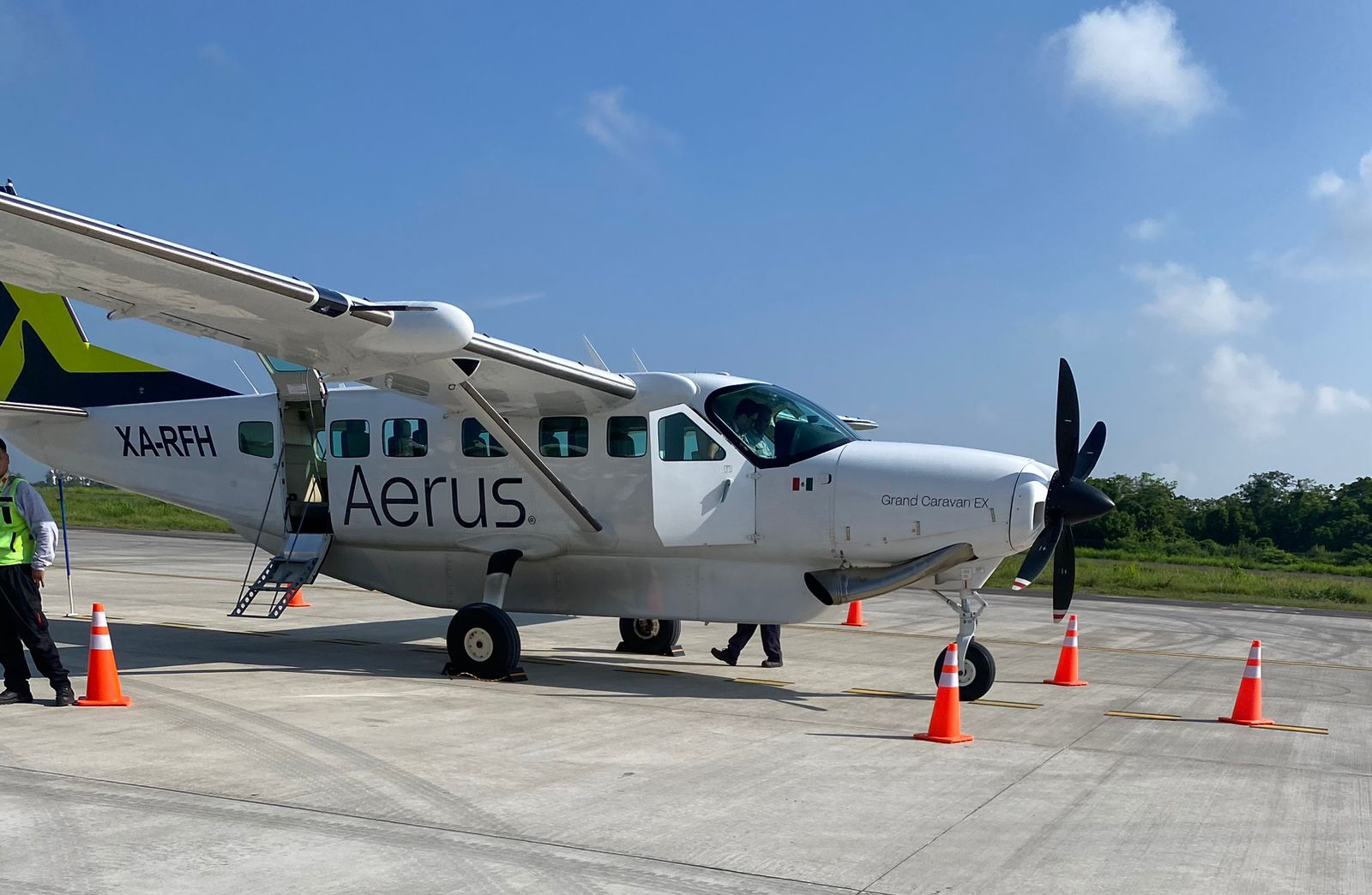
Cessna Grand Caravan EX de Aerus.

La aerolínea planea operar vuelos nacionales e internacionales en la región del noreste, utilizando aviones Cessna construidos por Textron Aviation. Si bien no hay información confirmada sobre sus destinos exactos, la aerolínea está planeando servicios a Piedras Negras y Monclova, los estados de Tamaulipas, Coahuila y Veracruz, así como servicios a los Estados Unidos.
La primera ruta confirmada de Tampico a Monterrey comenzó en abril de 2023.
|  | Centro de conexiones |
|  | Destino foco         |
|  | Próximo destino      |
|  | De temporada         |
|  | Destino finalizado   |

## Flota
A julio de 2025, la flota de Aerus consiste en las siguientes aeronaves:
| Aviones                 | Total | Órdenes | Pasajeros | Notas                              |
| ----------------------- | ----- | ------- | --------- | ---------------------------------- |
| Cessna 408 SkyCourier   | -     | 7       | 19        | [ 7 ]                              |
| Cessna Grand Caravan EX | 8     | -       | 9 / 12    | [ 7 ] [ 23 ]                       |
| Eviation Alice          | -     | 30      | 9         | Entregas previstas después de 2030 |
| Total                   | 8     | 37      |           |                                    |